# Sindrome di Seckel
La sindrome di Seckel, detta anche nanismo primordiale microcefalico o sindrome di Harper, è una forma di nanismo congenito estremamente rara, trasmessa con carattere autosomico recessivo.

## Eziologia
La sindrome pare essere associata ad alterazioni a carico del cromosoma 3 e del cromosoma 18. Una forma particolare della sindrome di Seckel è correlata a una mutazione sul braccio lungo del cromosoma 3, a livello dei loci 22.1-24, dei geni che codificano per una tipologia di serina-treonina proteinchinasi la cui alterazione può anche essere responsabile di una forma di atassia-teleangectasia. Questo gene è fondamentale nei meccanismi di riparazione del DNA, dunque la sua alterazione provoca le sindromi in questione.

## Clinica

### Segni e sintomi
La sindrome esordisce con un ritardo di crescita intrauterino; dopo la nascita si osservano nanismo grave - altezza inferiore al metro anche in età adulta -, microcefalia, volto sottile con naso appuntito, macroftalmia con rime palpebrali flesse verso il basso, retrognazia e ritardo mentale (la maggioranza dei soggetti affetti dalla sindrome ha un QI inferiore a 50 punti in età adulta).
Tra gli altri sintomi e segni si annoverano pancitopenia (non sempre presente), malformazioni del tratto genito-urinario, criptorchidismo, basso peso alla nascita, scoliosi, piede equino, dislocazione del bacino (con displasia dell'anca) e/o del gomito, impianto basso delle orecchie, invecchiamento precoce, ridotte dimensioni del mento e irsutismo.

## Prognosi
Anche se l'aspettativa di vita non differisce molto da quella della popolazione generale, la disabilità mentale e le manifestazioni fisiche della malattia possono creare notevoli difficoltà; i bambini affetti dalla sindrome tendono ad essere tranquilli e amichevoli, tuttavia manifestano iperattività e grossi disturbi dell'attenzione.